# Drosanthemum collinum
Drosanthemum collinum är en isörtsväxtart som först beskrevs av Otto Wilhelm Sonder, och fick sitt nu gällande namn av Schwant. Drosanthemum collinum ingår i släktet Drosanthemum och familjen isörtsväxter. Inga underarter finns listade i Catalogue of Life.